# Лукас Гргич
Лукас Гргич (нім. Lukas Grgic, нар. 17 серпня 1995, Вельс) — австрійський футболіст, півзахисник клубу «Рапід» (Відень). Виступав також за низку австрійських і закордонних клубів. Дворазовий володар Кубка Хорватії.

## Ігрова кар'єра
Лукас Гргич народився 1995 року в місті Вельс, та є вихованцем футбольної школи місцевого нижчолігового клубу «Вельс». У 2011 році Гргич розпочав грати в основній команді клубу, а в 2012—2014 роках грав у складі інших нижчолігових команд «Герта» (Вельс) і «Валлерн».
У 2014 році футболіст перейшов до клубу ЛАСК, у якому грав до 2017 року. З 2017 до 2019 року Гргич грав у складі клубу «Рід». З 2019 до 2020 року півзахисник грав у складі клубу «Ваттенс», після чого в 2020—2022 роках знову грав у складі клубу ЛАСК.
На початку 2022 року австрійський футболіст перейшов до складу хорватського клубу «Хайдук» (Спліт), у якому грав до середини 2023 року, та став у його складі дворазовим володарем Кубка Хорватії. З 2023 року Гргич грає у складі австрійської команди «Рапід».

## Титули і досягнення
- Володар Кубка Хорватії (2):

«Хайдук» (Спліт): 2021–2022, 2022–2023